# Селявкин, Алексей Илларионович
Алексей Илларионович Селявкин (1896, Харьков — 1981) — советский военный деятель, полковник.

## Биография
Окончил четырёхклассное Харьковское городское училище. Работал слесарем, шофёром. В 1915 мобилизован в армию. В 1916 окончил учебную команду, произведен в младшие унтер-офицеры и получил назначение в 8-й дивизион в качестве шофера броневика «Остин». В марте 1917 вступил в партию большевиков. Первую мировую войну окончил в чине старшего унтер-офицера. Добровольно вступил в РККА. Командир автобронеотряда, бронепоезда. Весной 1918 был начальником бронечасти Донецкой армии ДКР. С декабря 1919 начальник и военком Управления броневых частей Южного, затем Юго-Западного фронта. С 1920 командир Автоброневого отряда особого назначения при Наркомвоене Украины (затем — автобронедивизиона при СНК УССР), зам. начальника, начальник бронесил Южного фронта.
С 1924 г. командир отдельной танковой эскадры РККА. Прослушал ВАК высшего командного состава РККА (07.24). В распоряжении Инспектора Артиллерии и Броневых сил РККА. Заместитель начальника артиллерии и бронетанковых частей Вооруженных Сил Украины и Крыма. С 1925 заместитель командующего конвойными войсками СССР. С 1927 начальник военизированной охраны промышленных предприятий и государственных сооружений Высшего совета народного хозяйства (ВСНХ) СССР. В 1930 году начальник Управления противовоздушной обороны Наркомата тяжёлой промышленности СССР, переименованное 5 января 1932 года в Управление противовоздушной обороны и военизированных спецчастей НКТП СССР. В 1933 был арестован по сфабрикованному делу, осуждён на 10 лет «за продажу секретных военных документов». Находясь в тюрьме направил на имя И.В. Сталина и С. Орджоникидзе, через прокурора СССР И.А. Акулова письмо, в котором сообщал, что оговорил себя на допросах в ОГПУ под угрозой расстрела. Последующая проверка проведённая 05.06.1934 по распоряжению Сталина отменила вынесенный ранее приговор в отношении Селявкина и др., он был освобождён из под стражи с запретом проживания на 3 года в 12 городах СССР. 
Участник Великой Отечественной войны (на фронте — с 1943). С 1941 начальник 1-го Горьковского танкового училища. До 1933 года А.И. Селявкин имел высшую воинскую категорию К-14 (4 ромба), теперь же ему было присвоено сравнительно невысокое звание подполковника. С 1943 заместитель комбрига 13-й гвардейской танковой бригады 4-го Гвардейского Кантемировского танкового корпуса. Участвовал в освобождении Румынии, Болгарии, Венгрии. В 1944 был контужен. Командир 22-го Отдельного учебного танкового полка. В 1945 присвоено звание гвардии полковника. В 1951 уволен в запас по болезни.

## Награды
- 2 ордена Ленина;
- 3 ордена Красного Знамени РСФСР (1920, 1921)
- 2 ордена Боевого Красного Знамени (13.09.1944, 30.04.1945);
- ордена Отечественной войны I ст. (31.01.1944) и II ст. (23.04.1945);
- орден Трудового Красного Знамени (05.09.1931)
- орден Красной Звезды (03.11.1944, за выслугу лет);
- медали, в том числе:
  - «За оборону Москвы»,
  - «За победу над Германией в Великой Отечественной войне 1941—1945 гг.»,
  - «За взятие Будапешта»,
  - «За взятие Вены».

## Сочинения
- «В трех войнах на броневиках и танках» (Харьков, «Прапор», 1981).